# Ben Van Hoof
Ben Van Hoof is een Vlaamse acteur. 

## Levensloop
Van Hoof behaalde in 1982 een diploma als tolk maar werd uiteindelijk acteur. Hij speelde diverse gastrollen in televisieseries, waaronder De Kotmadam en Spoed. In 2008 en 2009 vertolkte hij de rol van Jerom in de musical De circusbaron, gebaseerd op het gelijknamige verhaal van Suske en Wiske. Daarnaast heeft hij gespeeld in toneelstukken en diverse andere musicals. Ook spreekt hij films, series (waaronder Bol en Smik) en reclamespotjes in.